# امرأة في دوامة (فلم)
امرأة في دوامة هو فيلم مصري عرض عام 1962، بطولة شادية وعماد حمدي وأحمد رمزي، ومن إخراج محمود ذو الفقار.

## قصة الفيلم
تدور أحداث الفيلم حول ممرضة مكافحة، يتوفى خطيب ابنتها (نادية) في حادث، وتكتشف بعدها أن ابنتها حامل، وعندما تضع نادية طفلتها (فتحية)، تستبدلها الأم بطفلة ميتة، تتربى (فتحية) في منزل الرجل الثري (حمدي) بعد أن تعهد بها الأم له بدلًا عن ابنته المتوفاة، تقع (نادية) في غرام شاب آخر (ممدوح)، وقبل موافقتها على الزواج منه تتعرف على ابنتها (فتحيه) الموجودة في منزل (حمدي).

## طاقم التمثيل
- شادية: (نادية)
- عماد حمدي: (حمدي)
- أحمد رمزي: (ممدوح)
- ليلى طاهر: (سعاد)
- سميحة أيوب: (أمينة)
- فؤاد المهندس: (زغلول)
- قدرية قدري: (إحسان)
- كوثر العسال
- أحمد شوقي: (الطبيب)
- سمير الصبان: (جلال)
- أشجان: (سنية)
- حسين إسماعيل: (المأذون)
- إكرام عزو: (توحة - طفلة)

## فريق العمل
- إخراج: محمود ذو الفقار
- قصة: محمود ذو الفقار
- سيناريو: محمود ذو الفقار، محمد مصطفى سامي
- حوار: محمد مصطفى سامي
- مدير التصوير: كمال كريم
- مونتاج: فكري رستم
- إنتاج: أفلام الاتحاد (عباس حلمي)
- توزيع: دولار فيلم